# Boom Boom Rocket
A Boom Boom Rocket című videójátékot a Bizarre Creations fejlesztette és az Electronic Arts adta ki. A játék letölthető formátumban jelent meg Xbox 360 konzolra és az Xbox Live Arcade szolgáltatáson belül lehet megvásárolni.

## Játékmenet
A Boom Boom Rocket játékmenete nagyon hasonlít a Dance Dance Revolution és a Guitar Hero ritmusjátékok mechanikájára. A zene ütemére fellőtt tűzijáték rakétákat kell a megfelelő időben és ritmusra felrobbantani. Segítséget nyújt a képernyő tetején egy vonal, amit ha elér egy rakéta, azt abban a pillanatban kell gombnyomással aktiválni. A rakéták 4 színűek lehetnek: sárga, piros, kék és zöld. A színek jelölik azt a gombot a kontrolleren, amivel robbantani kell. Opcionálisan bekapcsolható segítség, hogy az iránygombok nyilai, vagy a színes gombokhoz tartozó betűk is megjelenjenek a rakétákon. 
A képernyő bal felső sarkában van egy energiacsík, amit a pontos robbantásokkal lehet feltölteni, hibázás esetén csökkenteni. A csík töltöttsége a kapott pontokat szorzóját is befolyásolja, ami maximum négyszeres lehet. Teljes feltöltés esetén a csík elkezd csillogni, ekkor az irányító ravasz gombjával lehet az eufória módot aktiválni, ami aktivál egy újabb szorzót, így a maximálisan elérhető többszörözés már 16-szoros. Ezen mód esetén a háttérbe látható város elmosódik, a robbanások intenzívebbek, látványosabbak lesznek. Ha az energiacsík elfogy, az adott pálya véget ér. Minden pályán van egy egyedi megnyitható tűzijátékforma, ami véletlenszerűen jelenik meg, sikeres felrobbantás esetén ezek megnyílnak és később más pályákon is megjelennek.

## Játékmódok
A Boom Boom Rocket több egy játékos (single player) és lokális két játékos (multiplayer) módot vonultat fel. Ezek a következők
- Basic mode (alap játék): A pályák egyenként végigjátszhatóak. Internetes kapcsolat megléte esetén a pontszám összevethető másokkal.
- Endurance (kitartás): A kiválasztott pálya ismétlődik és egyre jobban gyorsul. Az energiacsík elfogyása esetén ér véget a játék. Internetes kapcsolat megléte esetén a pontszám összevethető másokkal.
- Practice mode (gyakorlás): a pálya az energiacsík elfogyása esetén sem ér véget, de pontszámlálás nem történik. Ebben a módban lehetőség van a játékmenet lassításra, így könnyebben megtanulhatók az összetett rakéta sorozatok.
- Visualizer (bemutató): A játékos a saját zenéire – amik lehetnek az Xbox 360 merevlemezén, vagy egy pendrive-on – nézhet tűzijátékokat. Interakció nem történik, szimplán nézni lehet a játék által generált bemutatót.

## Zene
A játék klasszikus  zenéket dolgoz fel modern köntösbe ska, funk és techno stílusban. Összesen 10 mű szerepel az alapjátékban, külön megvásárolható egy úgynevezett Rock Pack, amiben 5 rock zene feldolgozása szerepel.

### A zenei lista
- Smooth Operetta
- Rave New World
- William Tell Overload
- Hall of the Mountain Dude
- 1812 Overdrive
- Valkyries Rising
- Tail Light Sonata
- Carmen Electric
- Game Over Beethoven
- Toccata and Funk

Letölthető tartalom – Rock Pack 
- Sting of the Bumble Bee
- Explode to Joy
- Sugar High
- Eine Kleine Rochtmusik
- Cannon in D

## Külső hivatkozások
- Interjúk és képernyőképek a GamaSutrán (angol nyelvű)
- Boom Boom Rocket játékmenet videók a youtube.com-on